# Copa del Rey de baloncesto en silla de ruedas
El Campeonato de España–Copa de Su Majestad el Rey de Baloncesto en Silla de Ruedas conocida simplemente como Copa del Rey, es una competición profesional de baloncesto en silla de ruedas, para equipos de España compuestos por jugadores y jugadoras. El organizador del torneo es la Federación Española de Deportes de Personas con Discapacidad Física (FEDDF).
Actualmente se disputa a través de eliminatorias a partido único entre los ocho equipos clasificados (denominada como final a ocho), siendo éstos los ocho mejores equipos de la División de Honor al término de la primera vuelta.
Las ediciones de 2006, 2007, 2010, 2014, 2016 y 2022 se celebraron en formato multisede. El primer vencedor de la competición fue el actualmente extinto Virgen del Rocío, mientras que el vigente campeón es el CD Ilunion. El equipo más laureado, con 21 títulos, es el CD Ilunion.

## Historial
| Ed.  | Temporada | Sede                          | Campeón                   | Res.          | Subcampeón                  | MVP                  | Nota(s)                                          |  |
| ---- | --------- | ----------------------------- | ------------------------- | ------------- | --------------------------- | -------------------- | ------------------------------------------------ |  |
| 1.ª  | 1978      | Madrid                        | Virgen del Rocío          |               | ANIC Barcelona              |                      | Primer campeonato oficial                        |  |
| 2.ª  | 1979      | Toledo                        | Ademi Málaga              |               | Instituto Guttmann          |                      |                                                  |  |
| 3.ª  | 1980      | Sabadell                      | Ademi Málaga (2.º)        |               | Virgen del Rocío            |                      |                                                  |  |
| 4.ª  | 1981      | Jerez de la Frontera          | Ademi Málaga (3.º)        |               | Virgen del Rocío (2.º)      |                      | Primer trofeo en propiedad otorgado              |  |
| 5.ª  | 1982      | Burgos                        | Virgen del Rocío (2.º)    |               | Instituto Guttmann (2.º)    |                      |                                                  |  |
| 6.ª  | 1983      | Badajoz                       | Ademi Málaga (4.º)        |               | Virgen del Rocío (3.º)      |                      |                                                  |  |
|      | 1984      | No se celebró                 | No se celebró             | No se celebró | No se celebró               | No se celebró        | No se celebró                                    |  |
| 7.ª  | 1985      | San Feliú de Llobregat        | Virgen del Rocío (3.º)    | 52–50         | Cluman                      |                      |                                                  |  |
| 8.ª  | 1986      | Betanzos                      | Ademi Málaga (5.º)        |               | Porcelanas Lladró           |                      |                                                  |  |
| 9.ª  | 1987      | Cuenca                        | Virgen del Rocío (4.º)    | 53–38         | Porcelanas Lladró (2.º)     |                      |                                                  |  |
| 10.ª | 1988      | Cuenca                        | Ademi Málaga (6.º)        |               | Virgen del Rocío (4.º)      |                      |                                                  |  |
| 11.ª | 1989      | Miranda de Ebro               | Ademi Málaga (7.º)        |               | Cluman (2.º)                |                      |                                                  |  |
| 12.ª | 1990      | Ferrol                        | Ademi Málaga (8.º)        |               | Cluman (3.º)                |                      | Segundo trofeo en propiedad otorgado             |  |
| 13.ª | 1991      | Zaragoza                      | Ademi Málaga (9.º)        |               | Virgen del Rocío (5.º)      |                      |                                                  |  |
| 14.ª | 1992      | Valdepeñas                    | CD ONCE Sevilla           |               | Ademi Málaga                |                      |                                                  |  |
| 15.ª | 1993      | Málaga                        | Ademi Málaga (10.º)       |               | CD ONCE Sevilla             |                      |                                                  |  |
| 16.ª | 1994      | Badajoz                       | CD ONCE Sevilla (2.º)     |               | ADM Econy Gran Canaria      |                      |                                                  |  |
| 17.ª | 1995      | Pamplona                      | CD Fundosa ONCE           |               | Virgen del Rocío (6.º)      |                      | Primera final que no gana un equipo de Andalucía |  |
| 18.ª | 1996      | Pinto                         | CD Fundosa ONCE (2.º)     |               | BSR Melilla                 |                      | Primera final sin representantes de Andalucía    |  |
| 19.ª | 1997      | Melilla                       | CD Fundosa ONCE (3.º)     |               | BSR Melilla (2.º)           |                      | Tercer trofeo en propiedad otorgado              |  |
| 20.ª | 1998      | León                          | CD Fundosa ONCE (4.º)     |               | BSR Melilla (3.º)           |                      |                                                  |  |
| 21.ª | 1999      | Oviedo                        | CD Fundosa ONCE (5.º)     |               | BSR Melilla (4.º)           |                      |                                                  |  |
| 22.ª | 2000      | Alcoy                         | CD Fundosa ONCE (6.º)     |               | ASPAYM Castilla y León      |                      | Cuarto trofeo en propiedad otorgado              |  |
| 23.ª | 2001      | Alcalá de Henares             | Sandra Gran Canaria       | 67–63         | CD Fundosa ONCE             |                      |                                                  |  |
| 24.ª | 2002      | Noja                          | CD ONCE Andalucía (3.º)   |               | CD Fundosa ONCE (2.º)       |                      |                                                  |  |
| 25.ª | 2003      | Getafe                        | Sandra Gran Canaria (2.º) |               | CD ONCE Andalucía (2.º)     |                      |                                                  |  |
| 26.ª | 2004      | Badajoz                       | CD ONCE Andalucía (4.º)   | 63–53         | CD Fundosa ONCE (3.º)       |                      |                                                  |  |
| 27.ª | 2005      | Almería                       | CD ONCE Andalucía (5.º)   | 90–60         | CD Fundosa ONCE (4.º)       |                      |                                                  |  |
| 28.ª | 2006      | Castellón de Ampurias / Rosas | CD ONCE Andalucía (6.º)   | 73–62         | Vital Vigo Amfiv            |                      | Quinto trofeo en propiedad otorgado              |  |
| 29.ª | 2007      | Olivenza / La Albuera         | CD Fundosa ONCE (7.º)     | 62–49         | Sandra Gran Canaria         |                      |                                                  |  |
| 30.ª | 2008      | Zaragoza                      | CD Fundosa ONCE (8.º)     | 67–55         | CD ONCE Andalucía (3.º)     |                      |                                                  |  |
| 31.ª | 2009      | Granada                       | CD Fundosa ONCE (9.º)     | 82–50         | Funhpaiin Peraleda          |                      | Sexto trofeo en propiedad otorgado               |  |
| 32.ª | 2010      | Bargas / Toledo               | CD ONCE Andalucía (7.º)   | 58–49         | Funhpaiin Peraleda (2.º)    |                      |                                                  |  |
| 33.ª | 2011      | Marbella                      | CD Fundosa ONCE (10.º)    | 84–75         | Fundación Grupo Norte (2.º) |                      |                                                  |  |
| 34.ª | 2012      | Getafe                        | CD Fundosa ONCE (11.º)    | 82–58         | CID Casa Murcia Getafe      |                      |                                                  |  |
| 35.ª | 2013      | Bilbao                        | CD Fundosa ONCE (12.º)    | 76–57         | CP Mideba Extremadura       |                      | Séptimo trofeo en propiedad otorgado             |  |
| 36.ª | 2014      | Málaga / Vélez-Málaga         | CD Fundosa ONCE (13.º)    | 71–38         | Getafe BSR (2.º)            |                      |                                                  |  |
| 37.ª | 2015      | Valladolid                    | CD Ilunion (14.º)         | 68–58         | BSR Amiab Albacete          |                      |                                                  |  |
| 38.ª | 2016      | Málaga / Vélez-Málaga         | CD Ilunion (15.º)         | 61–46         | BSR Amiab Albacete (2.º)    |                      | Octavo trofeo en propiedad otorgado              |  |
| 39.ª | 2017      | Oviedo                        | CD Ilunion (16.º)         | 75–61         | BSR Amiab Albacete (3.º)    |                      |                                                  |  |
| 40.ª | 2018      | Burgos                        | CD Ilunion (17.º)         | 96–77         | BSR ACE Gran Canaria        |                      |                                                  |  |
| 41.ª | 2019      | Valencia                      | CD Ilunion (18.º)         | 75–53         | Bidaideak Bilbao            | Asier García Pereiro | Noveno trofeo en propiedad otorgado              |  |
| 42.ª | 2020      | Madrid                        | CD Ilunion (19.º)         | 65–58         | BSR Amiab Albacete (4.º)    | Lee Shane Manning    |                                                  |  |
| 43.ª | 2021      | Albacete                      | BSR Amiab Albacete        | 85–76         | Bidaideak Bilbao (2.º)      | Gaz Choudhry         |                                                  |  |
| 44.ª | 2022      | Málaga / Vélez-Málaga         | Bidaideak Bilbao          | 72–67         | BSR ACE Gran Canaria (2.º)  | Jorge Sanchez        |                                                  |  |
| 45.ª | 2023      | Madrid                        | Bidaideak Bilbao (2.º)    | 80-72         | BSR Amiab Albacete (5.º)    | Giulio Maria Papi    |                                                  |  |
| 46.ª | 2024      | Burgos                        | CD Ilunion (20.º)         | 77-71         | BSR Amiab Albacete (6.º)    | Ignacio Ortega       |                                                  |  |
| 47.ª | 2025      | Guadalajara                   | CD Ilunion (21.º)         | 78-71         | BSR Amiab Albacete (7.º)    | Ignacio Ortega       |                                                  |  |

### Palmarés
| Equipo                 | Finales | Títulos | Ediciones campeón | Subcampeonatos | Trofeos en propiedad                   |
| ---------------------- | ------- | ------- | --- | -------------- | -------------------------------------- |
| CD Ilunion             | 25      | 21      | 1995, 1996, 1997, 1998, 1999, 2000, 2007, 2008, 2009, 2011, 2012, 2013, 2014, 2015, 2016, 2017, 2018, 2019, 2020, 2024, 2025 | 4              | 6 (1997, 2000, 2009, 2013, 2016, 2019) |
| Ademi Málaga           | 11      | 10      | 1979, 1980, 1981, 1983, 1986, 1988, 1989, 1990, 1991, 1993                                                                   | 1              | 2 (1981, 1990)                         |
| CD ONCE Andalucía      | 10      | 7       | 1992, 1994, 2002, 2004, 2005, 2006, 2010                                                                                     | 3              | 1 (2006)                               |
| Virgen del Rocío       | 10      | 4       | 1978, 1982, 1985, 1987 | 6              | –                                      |
| Bidaideak Bilbao       | 4       | 2       | 2022, 2023 | 2              | –                                      |
| Sandra Gran Canaria    | 3       | 2       | 2001, 2003 | 1              | –                                      |
| BSR Amiab Albacete     | 8       | 1       | 2021 | 7              | –                                      |
| BSR Melilla            | 4       | –       | – | 4              | –                                      |
| Clumam                 | 3       | –       | – | 3              | –                                      |
| Porcelanas Lladró      | 2       | –       | – | 2              | –                                      |
| Instituto Guttmann     | 2       | –       | – | 2              | –                                      |
| Getafe BSR             | 2       | –       | – | 2              | –                                      |
| Fundación Aliados      | 2       | –       | – | 2              | –                                      |
| Funhpaiin Peraleda     | 2       | –       | – | 2              | –                                      |
| BSR ACE Gran Canaria   | 2       | –       | – | 2              | –                                      |
| ANIC Barcelona         | 1       | –       | – | 1              | –                                      |
| CP Mideba Extremadura  | 1       | –       | – | 1              | –                                      |
| Vital Vigo Amfiv       | 1       | –       | – | 1              | –                                      |
| ADM Econy Gran Canaria | 1       | –       | – | 1              | –                                      |

1. ↑  El CD Fundosa ONCE cambió su denominación a CD Ilunion.
2. ↑  El CD ONCE Sevilla cambió su denominación a CD ONCE Andalucía.
3. ↑  El CID Casa Murcia Getafe cambió su denominación a Getafe BSR.
4. ↑  El ASPAYM Castilla y León cambió su denominación a Fundación Grupo Norte, y después a Fundación Aliados

### Ciudades sedes
| Ocasiones | Ciudades |
| --------- | --- |
| 4         | Málaga |
| 3         | Badajoz, Burgos, Madrid y Vélez-Málaga. |
| 2         | Cuenca, Getafe, Oviedo, Toledo y Zaragoza |
| 1         | Albacete, Alcalá de Henares, Alcoy, Almería, Bargas, Betanzos, Bilbao, Castellón de Ampurias, Ferrol, Granada, Guadalajara, Jerez de la Frontera, La Albuera, León, Marbella, Melilla, Miranda de Ebro, Noja, Olivenza, Pamplona, Pinto, Rosas, Sabadell, San Feliú de Llobregat, Valdepeñas, Valencia y Valladolid |